# De vita beata
Il De vita beata è il VII libro dei Dialoghi di Lucio Anneo Seneca. È dedicato al fratello maggiore Anneo Novato ed è stato composto intorno al 58. In seguito a un’accusa, mossa da Publio Suillio, inizia una riflessione sul vero senso della felicità. Egli vuole dimostrare, in polemica con la dottrina epicurea, che la felicità non risiede nel piacere, ma nella virtù. Nella seconda parte del dialogo il filosofo risponde alle numerose accuse di coloro che criticavano il suo comportamento, apparentemente discordante da quanto da lui predicato nei suoi scritti.

## Contesto storico
Nei primi anni del principato di Nerone, essendo il suo consigliere più ascoltato e, di fatto, la seconda figura dell'impero, Seneca si attirò le ostilità e le invidie dei circoli politici e culturali rimasti legati al precedente imperatore Claudio e tagliati fuori dal potere. Fu Publio Suillio Rufo a farsi portavoce di questo malcontento, facendo pubbliche accuse che mettevano in cruda luce le contraddizioni tra il filosofo stoico e l'uomo pubblico e privato Seneca, che spesso agiva in contrasto coi precetti predicati.
Costui non era proprio uno stinco di santo; condannato all'esilio sotto Tiberio per corruzione in un processo, fece le sue massime fortune politiche sotto Claudio, distinguendosi come delatore e accusatore di coloro che incorrevano nell'ostilità dell'imperatore e della terza moglie Messalina.
Seneca se ne sbarazzò facendo imbastire un processo contro di lui per malgoverno della provincia d'Asia, di cui fu governatore come proconsole, e per l'opera di delazione svolta sotto Claudio, al termine del quale fu condannato all'esilio (58).
Ma se l'accusatore non era dei più limpidi, le accuse non potevano semplicemente essere rigettate con sdegno; a queste Seneca rispose, in forma d'un piccolo trattato stoico sulla felicità, nel De vita beata, che si caratterizza per il tono apologetico verso di sé e sprezzante con gli avversari politici, sotto copertura di contrasto filosofico. E proprio in questo torno di tempo, forse prima, forse dopo il processo a Suillio, gli studiosi di Seneca collocano la stesura di questo dialogo (~ 54-59).
In esso, più che in ogni altro dialogo, appare la figura dell'uomo politico ancora potente, e si mostrano le contraddizioni tra l'agire concreto e gl'ideali filosofici, coscientemente accettate nel tentativo di riforma dell'impero assunto da Seneca. Per questo il dialogo fu dedicato al fratello maggiore Novato Gallione, che ben conosceva l'ambiente politico e i suoi compromessi per la brillante carriera che fece, e che, come fratello, poteva essere il giudice più indulgente delle manchevolezze del fratello minore.

## Definizioni divita beata
I primi capitoli del dialogo seguono strettamente il tema proposto, affermando che una cupiditas naturalis (istinto, impulso naturale) spinge tutti a cercare la felicità, ma che i più non la conseguono cercandola nei beni apparenti che non possono darla. Per di più ciascuno è nel contempo esempio e imitatore di mali per gli altri, e per questo i giudizi più diffusi sulla felicità sono anche i più errati: argumentum pessimi turba est (la folla è dimostrazione del peggio):
Altrove da questi beni va ricercato un bene che non sia apparente, ma solido, costante, più bello dov'è meno visibile, un bene da praticare e da sentire, non da ostentare; tale bene è quale è descritto dagli stoici:
Beata est ergo uita conueniens naturae suae, quae non aliter contingere potest quam si primum sana mens est et in perpetua possessione sanitatis suae, deinde fortis ac uehemens, tunc pulcherrime patiens, apta temporibus, corporis sui pertinentiumque ad id curiosa non anxie, tum aliarum rerum quae uitam instruunt diligens sine admiratione cuiusquam, usura fortunae muneribus, non seruitura.  Intellegis, etiam si non adiciam, sequi perpetuam tranquillitatem, libertatem, depulsis iis quae aut irritant nos aut territant; nam uoluptatibus et * * * pro illis quae parua ac fragilia sunt et ~ipsis flagitiis noxia~ ingens gaudium subit, inconcussum et aequale, tum pax et concordia animi et magnitudo cum mansuetudine; omnis enim ex infirmitate feritas est»
È dunque felice la vita consona alla sua natura, che non si può ottenere altrimenti che se anzitutto la mente non è sana e in perenne possesso della sua sanità, quindi forte e vigorosa, poi mirabile nel sopportare, capace d’adattarsi alle circostanze, del suo corpo e di ciò che lo riguarda attenta ma non ansiosa, inoltre delle altre cose necessarie alla vita diligente senza ammirarne alcuna, pronta a usare i doni della fortuna non a farsene schiava. Capisci, anche se non l’aggiungessi, che ne segue perenne tranquillità e libertà, respinte quelle passioni che ci stimolano o ci spaventano; infatti in luogo dei piaceri e di quelle sensazioni che sono meschine e caduche e anche dannose per l’infamia insita, subentra una grande gioia, imperturbata e costante, e poi pace e concordia dell’animo e grandezza con mitezza; ogni crudeltà viene infatti dalla debolezza»
A questa prima definizione ne seguono altre, in cui viene ulteriormente precisata la felicità e la condizione d'animo del sapiente che l'abbia conseguita, in cui netto si delinea il contrasto tra i munera fortunae (doni della fortuna, falsi beni) e l'unico vero bene della virtù, sul quale Seneca fonda l'aspra polemica con la dottrina d'Epicuro nei capitoli successivi: summum bonum est animus fortuita despiciens, uirtute laetus (sommo bene è l'animo che disdegna i beni fortuiti, contento della virtù.)

## Polemica epicurea
Nell'attacco di Seneca a Epicuro in questo dialogo, bisogna distinguere due vene polemiche abilmente mischiate in questa critica: una impersonale e dottrinaria, che contrappone la virtù stoica al piacere epicureo; l'altra personale e piegata a propri fini, che volutamente confonde il piacere d'Epicuro con l'edonismo sfrenato di certi ambienti romani dai quali Seneca intende prendere le distanze, dato che proprio il lusso e la lussuria erano a lui rinfacciati dagli accusatori. In realtà Seneca ben distingueva «fra la sobria ac sicca voluptas (De vita beata, 12, 4) della dottrina genuinamente epicurea e il suo abuso da parte di sfrenati libertini al fine di scusare e coprire le loro dissolutezze»
È ben consapevole Seneca di quest'operazione, se a un certo punto fa sbottare il suo immaginario interlocutore epicureo così: dissimulas quid a me dicatur (fingi di non capire, travisi [scientemente] cosa viene detto da me). E subito al primo attacco Seneca assimila vistosamente i principi d'Epicuro con la crapula degli edonisti:
Il ricordo del passato in Epicuro è piacevole perché è la coscienza di piaceri goduti razionalmente, secondo i principi della sua saggezza; un tempo, oltretutto, ormai sottratto ai colpi della fortuna, e dunque il solo pienamente posseduto, che è uno dei capisaldi del De brevitate vitae  di Seneca stesso. Mentre il mettere in fila, dare ordine al futuro è la tranquilla attesa di ciò che verrà, perché l'agire presente del saggio, per quanto sta in lui, è razionalmente inteso a evitare ogni sconvolgimento futuro della quiete di cui gode. Invece Seneca, volutamente in malafede, immagina un crapulone che parodisticamente applica questi principi epicurei per volgersi compiaciuto ai bagordi passati e pregustare quelli futuri, mentre ancora sguazza nei presenti. Più avanti Seneca non si periterà di fare gli esempi di Nomentano e Apicio (forse Marco Gavio Apicio), la cui raffinatissima ghiottoneria era passata in proverbio.
Ma Seneca attacca anche, con più coerenza dottrinaria, il piacere d'Epicuro temperato dalla virtù in nome dell'autosufficienza stoica della stessa: 
Solo la virtù è al di sopra della fortuna; se si ammette l'unione del piacere, che invece è sottoposto a quella, la virtù perderà la sua prerogativa massima d'essere inattaccabile da quei colpi e cessa d'essere tale:
In aggiunta a queste critiche, Seneca fa anche la contrapposizione tra una vita nascosta e nell'ozio degli epicurei (anche se malignamente qui l'ozio è rappresentato come vita di stravizi invece che contemplativa) e l'impegno attivo della virtus, dedita ai compiti e doveri sociali e statali, che è tratto tipico d'accusa delle classi dirigenti romane (basti menzionare i tanti passi di Cicerone a questo riguardo) contro il disimpegno politico professato dagli epicurei; Seneca aveva allora ancora piena fiducia d'intervenire in favore dello stato:
Certo Seneca si rende ben conto d'essere andato oltre la giusta polemica con Epicuro, spinto da interessi estranei alla filosofia, e in parte ritratta facendo la distinzione tra i precetti d'Epicuro e l'uso distorto che ne facevano certi seguaci. Ma, aggiunge, se Epicuro era malcompreso è perché l'etichetta “piacere” attaccata sopra la sua dottrina, frugale e astemia, attirava con l'allettamento del nome quei seguaci che poi davano a quel piacere il contenuto dei loro vizi:
Una maniera abile e un po' capziosa, come dimostra l'immagine paradossale del virile Epicuro vestito da donna, di voler salvare capra e cavoli, la verità filosofica e il fine personale della polemica condotta contro la sua dottrina.

## L'autodifesa
Nella seconda parte del dialogo, l'autodifesa di Seneca si fa scoperta, riportando egli stesso le accuse che gli erano mosse, di cui le principali erano le ricchezze ammassate durante l'amicizia con Nerone e l'indulgenza al lusso contrastante con i precetti predicati:
Seneca, molto abilmente, non respinge l'evidenza dei fatti, ma biasima la maligna interpretazione che l'invidia degli accusatori dava della differenza tra questi e le sue parole: Non est ergo quod perperam exaudiatis quae honeste fortiter animose a studiosis sapientiae dicuntur (non dovete dunque intendere in modo distorto le parole oneste, forti, animose dette da chi aspira alla sapienza). Seneca non è sapiente né lo diverrà; è ingiusto dunque volerlo valutare secondo la sua norma di vita; ma la volontà di farsi sapiente è sincera, e lo sforzo di migliorarsi costante: hoc mihi satis est, cotidie aliquid ex uitiis meis demere et errores meos obiurgare (questo mi basta, detrarre ogni giorno qualcosa dai miei vizi e biasimare i miei errori). 
Costoro, che hanno in odio il nome stesso di virtù, hanno gioco facile a rilevare le contraddizioni dei filosofi tra il dire e il fare, ma se ne servono per proseguire in una vita ben più turpe e per rigettare insegnamenti giusti, anche se fatti da chi non è arrivato appieno a praticarli:
Neppure è da stupire che chi si proponga un altissimo fine non riesca conseguirlo, ma è giusto ammirare anche chi se lo sia seriamente proposto:
Del resto, quale uomo, per quanto integerrimo, è stato risparmiato da critiche malevoli? Non Catone, esempio massimo di virtù romana, non alcuno dei grandi filosofi greci, e neppure quel Socrate, esempio perfetto di sapiente. E proprio alla figura di Socrate affida Seneca la parte più dura della sua requisitoria, non più dalla posizione d'un aspirante alla sapienza ancora in preda ai vizi (ego enim in alto uitiorum omnium sum; io infatti sono immerso in tutti i vizi), ma da quella del compiuto sapiente:
La requisitoria infine termina con la minaccia velata di stare attenti ai colpi di fortuna, che essi ciecamente trascurano ma che Socrate dall'alto della sua posizione di sapiente (e, sottinteso, Seneca dall'alto della sua di potente) gìa vede arrivare:
Qui l'opera termina bruscamente, essendosene perduta l'ultima parte.

## Libertas in regno
In questo dialogo in Seneca parla spesso il politico; non solo nell'aspra autodifesa dalle accuse d'avversari politici, ma anche più sottotraccia in alcuni concetti filosofici rispecchianti le intenzioni politiche con cui Seneca s'era posto a fianco di Nerone.
Nelle sue definizioni di felicità e del sapiente che la consegue unicamente per virtù, Seneca insiste molto sulla libertà d'una vita felice e sulla condizione libera del sapiente che la vive. Si tratta certo del concetto stoico di libertà, espresso dai paradossi che solo il sapiente è libero e solo il sapiente è re, vale a dire l'autarchia stoica, l'indipendenza del sapiente da ogni condizione esterna anche sociale. Ma proprio a un fine sociale Seneca sembra voler piegare questo concetto.
S'è già visto l'enfasi data alla vita attiva in questo dialogo, per cui la virtù si trova (perché lì s'impegna) nei riti religiosi (inscindibili a Roma dalla politica), nell'attività forense e nelle sedute del senato, oltre che naturalmente nelle funzioni militari. Mette conto adesso citare alcune definizioni di sommo bene e di sapiente tutte spostate verso qualità spiccatamente sociali:
(IV, 2)
(VIII, 3)
Non meraviglia trovare precisi riscontri di queste qualità nel buon regnante delineato da Seneca nel De clementia, il trattato espressamente dedicato al pupillo Nerone, coevo grosso modo al De vita beata, composto nella stessa temperie politica. Seneca accetta l'impero, vi collabora, la fine della res publica per lui è un fatto irrevocabile; la libertà di Cicerone fondata sul rispetto di tutti delle leggi non è più possibile: legum denique idcirco omnes servi sumus ut liberi esse possimus (infine siamo tutti servi delle leggi proprio per poter essere liberi); il princeps, l'imperatore, di fatto, non è tenuto a rispettarle; alla res publica s'è sostituito il regnum.
Ma c'è un regno più grande al quale, per essere liberi, si deve piena ubbidienza: il mondo e le sue leggi volute dal dio:
(XV, 7)
A questa libertà sa giungere solo il sapiente che la sa riconoscere e consapevolmente accettare invece di sottrarvisi vanamente: Quae autem dementia est potius trahi quam sequi (Ma che pazzia è di farsi trascinare invece che seguire). E tale sapiente, come afferma espressamente in questo dialogo, come non sminuisce la sua libertà, così non sminuisce quella degli altri: Nullius per me libertatem deminutam, minime meam (Per parte mia la libertà di nessuno [è stata] intaccata, tanto meno la mia). C'è bisogno dunque d'un re sapiente affinché la sua libertà, che è obbedienza al regno del dio, sia rispettosa della libertà dei suoi sudditi:
(De clementia I, 7, 1)
Altrimenti il principe schiavo delle passioni, come Seneca descrisse minutamente nel De ira riguardo a Caligola, le avrebbe trasformate in licenza contro i sudditi.
Nell'uso mirato del concetto di libertas, Seneca rivendicava di fronte agli avversari politici, che vedevano solo le brutture e i compromessi, l'alto compito politico che il filosofo incoerente s'era assunto come consigliere di Nerone.

## Divitiae e socialità
Le grandi ricchezze accumulate in breve tempo era l'accusa principale contro di lui, e su di essa Seneca si sofferma più a lungo. Le ricchezze non sono un bene, non rendendo buono chi le possiede, ma nessuno condanna i filosofi alla povertà, se sono ben guadagnate e non sono sottratte a nessuno. Anzi, tra le cose indifferenti (né buone né cattive) è indubbio che le ricchezze siano tra le cose preferibili (potiora), e potendo scegliere, il sapiente vorrà piuttosto essere ricco che povero. Ma ben diversamente le possiederà da chi l'accusa, che ne è piuttosto posseduto. Costoro si affidano tutti ad esse, e se le perdono si sentono perduti. Il sapiente invece le perderà con la stessa serenità con cui le possedeva. Ma se la povertà permette d'esercitare soltanto le virtù capaci di resistere alla penuria dei mezzi, maggiori occasioni d'esplicare il suo animo offrono le ricchezze al sapiente, che vi potrà esercitare le virtù capaci d'usare i mezzi di cui dispone:
(XXII, 1)
Anche in questo punto non è solo il filosofo che parla, ma anche il politico. Le virtù connesse alle ricchezze sono eminentemente sociali e si esercitano nella pronta disponibilità a beneficare chi lo merita, a qualunque strato sociale appartenga. V'è in esso il programma “sociale” di Seneca, che invitava le classi più ricche dell'impero a distribuirle più proficuamente entro la società romana invece di sperperarle: Otiosi divitiis luditis (Oziosi giocate con le ricchezze):
(XXIV, 1)
E proprio in questo periodo Seneca mette mano anche al trattato De beneficiis, che porterà a termine dopo il ritiro della vita politica, a dimostrazione del costante interesse della materia trattata. Ma caduto l'orizzonte di riforma della società imperiale, nell'ultimo Seneca le ricchezze non saranno più viste come maiorem virtuti suae materiam (più ampia materia per la sua [del sapiente] virtù), ma con tutte le occupationes (vano affaccendarsi) che implicano, impedimento a conseguirla:
(Ad Lucilium 104, 34)
La rinuncia così duramente espressa alle ricchezze dal filosofo coerente misura la dura sconfitta subita dal politico.